# 小林佳苗
小林佳苗（日语：／ Kobayashi Kanae，1997年7月1日—），日本女子击剑运动员，主攻佩剑，2022年世界击剑锦标赛女子佩剑团体铜牌得主、2022年亚洲运动会女子佩剑团体银牌得主。